# Schloss Gartrop

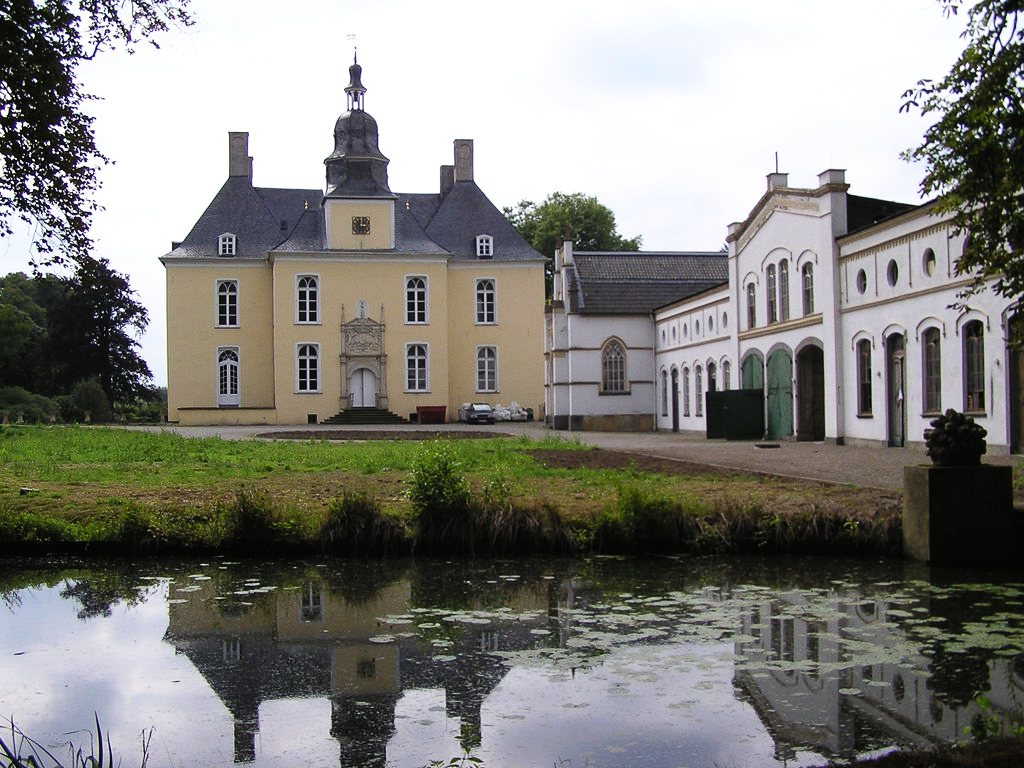
Schloss Gartrop von Osten gesehen (2005)

Das Schloss Gartrop ist ein Wasserschloss im Hünxer Ortsteil Gartrop-Bühl. Die Schlossanlage liegt nahe der Landstraße zwischen Hünxe und Schermbeck-Gahlen in den Lippeauen im südlichen Bereich des Naturparks Hohe Mark. Aus der Siedlung der einstigen Schlossbediensteten entwickelte sich der heutige Ort Gartrop.
Die Anlage kann jeden zweiten Donnerstag im Rahmen von Veranstaltungen des dort ansässigen Landgasthofs besichtigt werden.

## Beschreibung

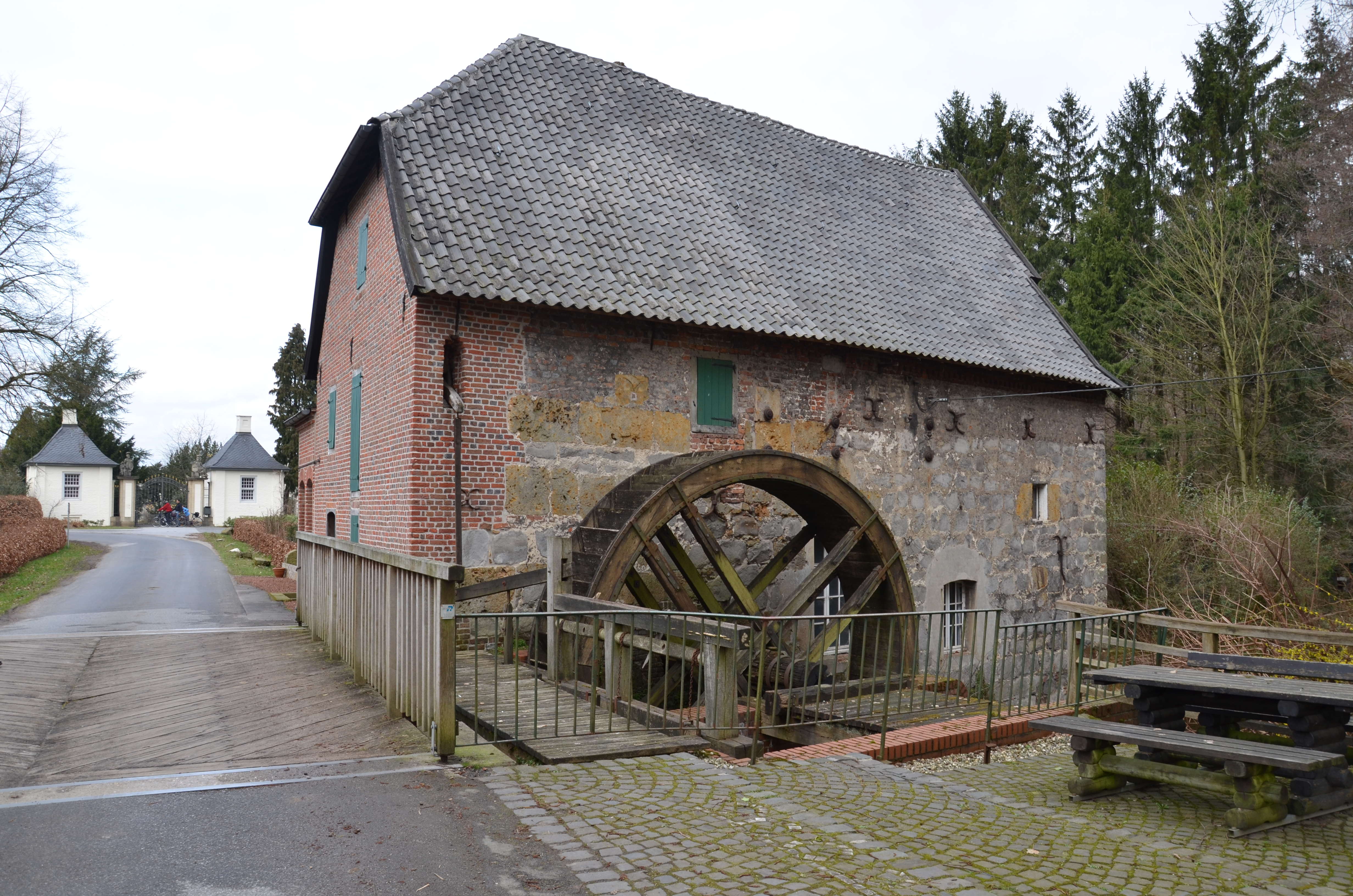
Mühle vor dem Schloss

Die Schlossanlage besteht aus einem barocken Herrenhaus, einer Vorburg und zwei Torhäusern sowie einer Wassermühle, die von einem englischen Landschaftsgarten mit weitläufigen Wassergräben umgeben sind.

### Eingangsbereich

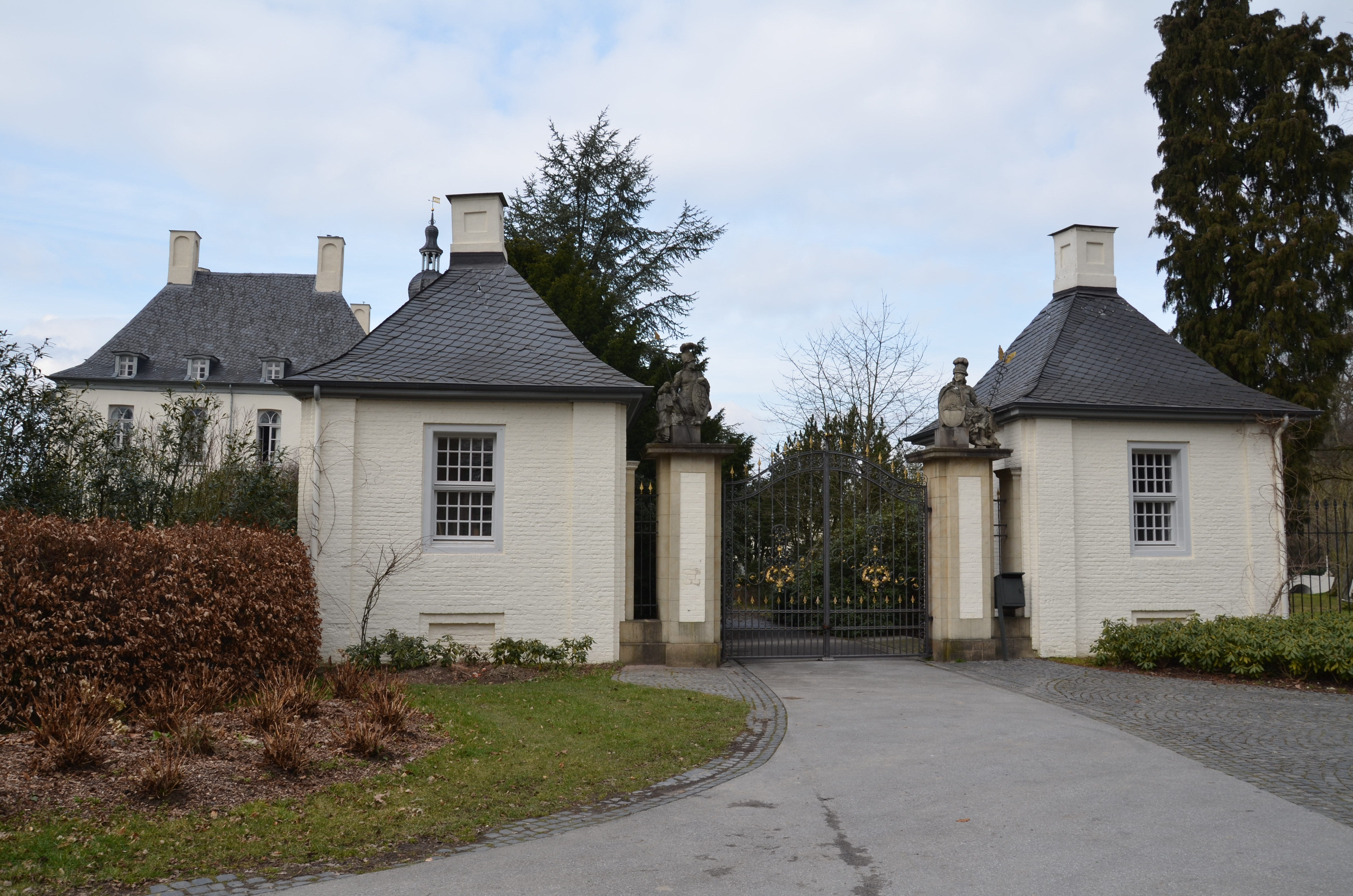
Eingangstor des Schlosses; links im Hintergrund die Südost-Fassade des Herrenhauses (2011)

Von der Landstraße führt die Schlossallee vorbei an einer kleinen Wassermühle mit Bausubstanz (Südwand) aus dem 15. Jahrhundert über eine Brücke zum Eingangstor, auf dessen zwei Pfeilern beinahe lebensgroße Sandsteinstatuen der Göttinnen Athene und Concordia von Johann Wilhelm Gröninger sitzen. Athene auf der linken Seite ist in Rüstung dargestellt, ihren Schild ziert ein Gorgonenhaupt. Als Symbol der Weisheit sitzt eine Eule in ihrem Schoß. Auf dem rechten Torpfeiler ist Concordia, die Göttin der Eintracht und des Friedens, dargestellt, auf ihrem Schild sind Symbole der Eintracht und Seelenwärme erkennbar. Beide Statuen tragen üppige Gewänder und Helme mit Federbusch. Die Zuschreibung an den Münsteraner Bildhauer beruht auf der engen stilistischen Vergleichbarkeit mit dem Hüchtenbruch-Epitaph in der nahe gelegenen evangelischen Kirche Hünxe.
Das Gittertor ist von zwei Torhäusern flankiert, die ebenfalls zwischen 1715 und 1720 errichtet wurden und einen quadratischen Grundriss besitzen. Ihre Pyramidendächer sind mit Schiefer gedeckt und besitzen in der Mitte einen großen Schornstein. Ihrer Funktion nach sind es eher Gartenhäuser, da sich ihre Türen an den von der Durchfahrt abgewandten Seite befinden.

### Vorburg und Kapelle
Die dreiflügelige Vorburg steht nordöstlich des Herrenhauses. Früher beherbergte sie Stallungen, eine Schreinerei, eine Räucherkammer und eine Bäckerei sowie eine Remise und Unterkünfte für Bedienstete. Ihre Hauptfassade ist nach Süden gerichtet und besitzt ein neugotisches Äußeres.
Der Vorburg schließt sich im Westen eine Schlosskapelle aus dem Jahr 1698 an. Ihr Aussehen stammt jedoch von einem Umbau aus den Jahren um 1836 und ist geprägt durch einen Stilmix von gotischen und maurisch-omaijadischen Elementen. Als Vorbild für die Fassade diente die portugiesische Klosterkirche von Batalha aus dem 14. Jahrhundert. Über dem Portal findet sich ein gusseisernes Maßwerkfenster, das gemeinsam mit dem Portal von vier Pfeilern umrahmt und von filigranen Maßwerkblenden bekrönt ist.
Im Inneren der Kapelle tragen profilierte Stützen ein hölzernes Flachbogengewölbe. Neben dem Ausgang weist eine Tafel aus Sandstein auf Albrecht Georg von Hüchtenbruck als Erbauer der Kapelle hin. Ihre lateinische Inschrift lautet: „ALBERTI GEORGY AB HUCHTENBRUCHIS [...] HAS DEO STRIPIS LOCO DICAVIT AEDES. ANNO 1698.“

### Herrenhaus

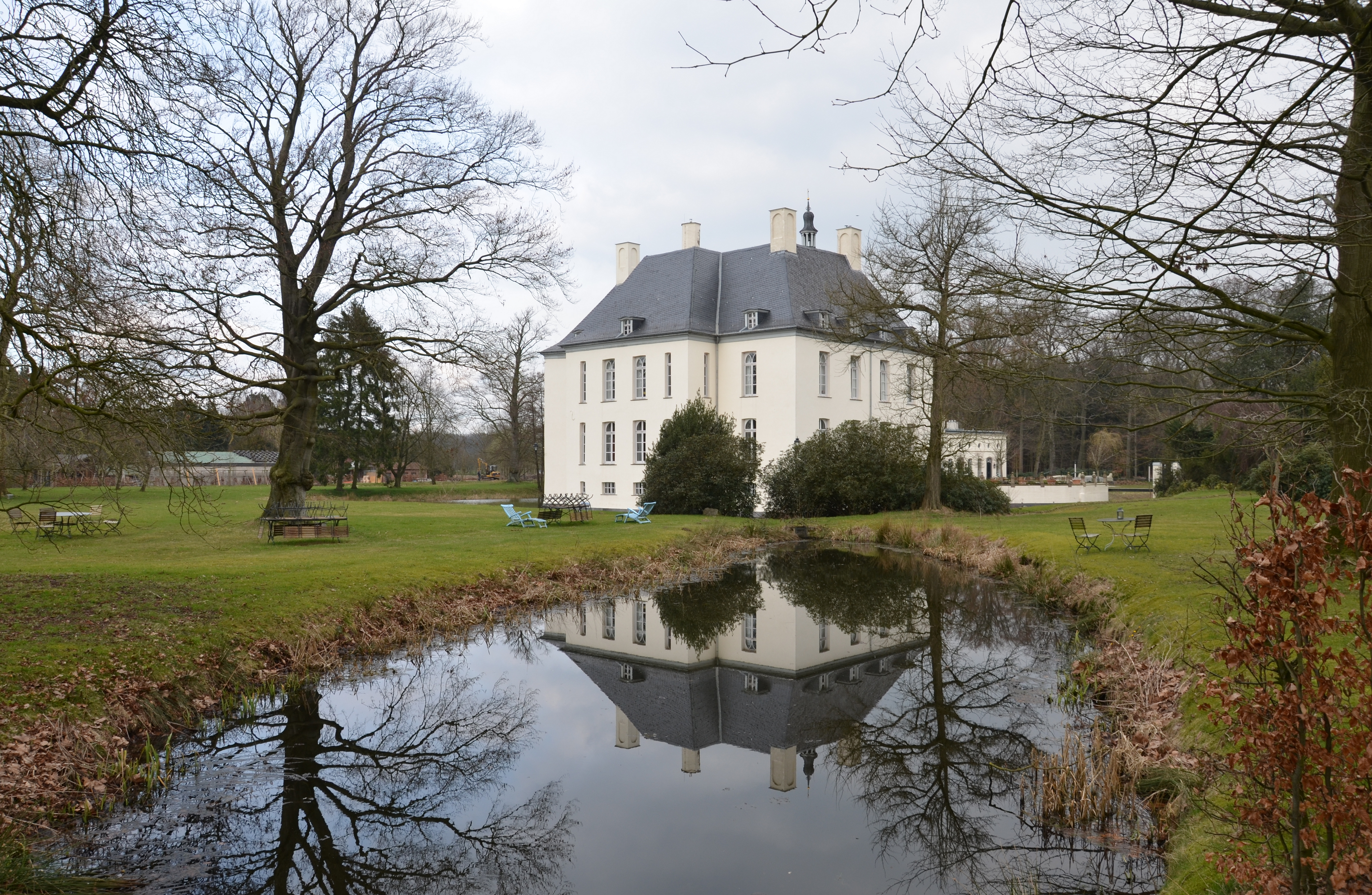
Herrenhaus von Westen gesehen

Das verputzte Herrenhaus im strengen Stil des niederländischen Barocks ist an drei Seiten von einer teichartigen Gräfte umgeben. In dem zweigeschossigen Bau ist noch Bausubstanz des ersten Burghauses aus dem 14. Jahrhundert enthalten. Die vier Flügel des Gebäudes umschließen einen engen Innenhof, der mit einer Sichtkuppel überdacht ist. Dabei sind der östliche und der westliche Flügel kürzer als die übrigen beiden und treten risalitartig aus dem Baukörper hervor. Das Portal befindet sich im zweiachsigen Ostflügel mit einem niedrigen Uhrenturm, der von einer geschweiften Haube mit offener Laterne abgeschlossen wird. Die anderen drei Trakte des schlichten Baus besitzen jeweils ein flaches Walmdach mit kleinen Gauben.
Eine siebenstufige Freitreppe führt zum Portal aus Sandstein, das von zwei Halbsäulen flankiert wird, die oben in Obelisken mit Kugelknauf auslaufen. Über dem Eingang findet sich das steinerne Allianzwappen Albrecht Gisberts von Hüchtenbruck und seiner ersten Frau Johanna Katharina von Heiden sowie seiner zweiten Frau Agnes Maria von Bernsau. Außerdem kündet die Jahreszahl 1675 vom Ende der Bauzeit unter Albrecht Gisberts Sohn Albert Georg von Hüchtenbruck.
Wichtigster Raum des Herrenhauses ist ein großer Barocksaal im Erdgeschoss, das zur Beletage ausgebaut ist. Er besitzt eine aufwändig gestaltete Reliefstuckdecke, die gemeinsam mit einem ähnlich gestalteten Exemplar in der Burg Anholt einzigartig am Niederrhein ist. Außerdem besitzt er ein farbig gefasstes Lambris mit darüber hängenden, bemalten Wandbespannungen und einen Rokoko-Kamin aus Marmor, der bis auf Höhe der Decke vertäfelt ist.
Zentraler Mittelpunkt ist jedoch der ehemalige Innenhof, der durch eine Überdachung zu einer zweigeschossigen Halle umgestaltet wurde. Sie dient mit ihren Pilastern als Vestibül und Treppenhaus. Von dort sind alle Räume des Herrenhauses erreichbar. Deren Gestaltung erfolgte teilweise in holländischem, teils im klassizistischen Stil.
Im Zuge von Restaurierungsarbeiten ab 2005 wurden alte Wandbespannungen – die sogenannten Gartroper Chinoiserien – entdeckt. Dabei handelt es sich um neun zusammenhängende Leinwände von 3,5 Meter Höhe und 80 bis 98 Zentimeter Breite. Auf silbrig schimmerndem, grünen Fond mit Blumen- und Rankenmalereien zeigen sie Pflanzen, die von exotischen Vögeln bevölkert werden, und chinesisch inspirierte Szenen mit Frauen und Kindern. Befunde deuten darauf hin, dass die Bespannungen aus dem großen Barocksaal stammen, denn sie passten gut zur damaligen grünen Holzfassung des Raums. Später wurde die Wandverkleidung in ein kleineres Kabinett transferiert, das im Laufe der Zeit zu einer Küche umfunktioniert wurde, sodass die Leinwände dabei unter einer Tapete aus der Gründerzeit verschwanden. Die Gartroper Chinoiserien sind in ihrer Form und Qualität besonders wertvoll und einzigartig im niederrheinischen Raum. Lediglich im Potsdamer Teehaus Friedrichs II. findet sich Vergleichbares. Vorbilder für die im 18. Jahrhundert sehr beliebten Wandbespannungen im chinesischen Stil sind Rokokomalereien wie etwa von Antoine Watteau und François Boucher.

### Schlosspark
Schloss Gartrop steht inmitten eines etwa drei Hektar großen Schlossparks, der im englischen Landschaftsstil angelegt ist. Bei seiner Gestaltung wurden ältere Landschaftselemente wie eine barocke Allee im Süden, das weit verzweigte System aus Wassergräben und alter Baumbestand (zum Beispiel 300-jährige Eichen) mit einbezogen.
Östlich des Schlosses steht im Park ein kleines Mausoleum. Es ist die aus dem Jahr 1901 stammende Begräbnisstätte der Familie von Hüchtenbruck im Stil der Neoromanik. Außerdem findet sich etwas abseits ein kleiner Friedhof, auf dem auch heute noch nur Mitglieder der Nagell'schen Forstverwaltung beerdigt werden dürfen.

## Geschichte

### Bewohner und Besitzer
Die erste nachweisbare Anlage geht auf die Ritter von Gardapen zurück, die im 13. Jahrhundert erstmals urkundlich erwähnt wurden. Aus dem Familiennamen entwickelte sich im Laufe der Zeit die Bezeichnung Gartrop. Die Erbtochter Herberga heiratete um 1400 Heinrich Hüchtenbruck, den Drosten von Orsoy, und brachte den Besitz so an die Familie ihres Mannes. Dieser wurde Stammvater des Geschlechts der Ritter von Hüchtenbruck und vergrößerte den Gartroper Landbesitz durch zahlreiche Ankäufe.
Die Hüchtenbrucks standen anfangs im Dienst der Abtei Werden, wurden aber spätestens 1391 zu klevischen Ministerialen und stiegen zu einer der einflussreichsten Adelsfamilien in der Grafschaft und im späteren Herzogtum Kleve auf. Sie dienten den brandenburgischen Kurfürsten und den nachfolgenden preußischen Königen. Albrecht Georg von Hüchtenbruck wurde 1609 Erbkämmerer und Kammerpräsident des klevischen Herzogtums. Bereits in den 50er Jahren des 17. Jahrhunderts plante sein Nachfahr Albert Gisbert einen Neubau des damaligen Gebäudes, die Arbeiten begannen aber erst einige Jahre später und kamen unter Gisberts Sohn Albert Georg zum Abschluss.
Wie einflussreich die Gartroper Schlossherren zu Beginn des 18. Jahrhunderts waren, zeigt sich daran, dass sich der preußische König Friedrich I. bei ihnen 1704 Geld für den Kauf des Schlosses Moyland lieh. Die Familie starb 1716 mit Albert Georg im Mannesstamm aus. Zuvor hatte er aber den Sohn seiner ältesten Tochter Sybilla, Wilhelm Albrecht von Quadt zu Wickrath, als Erben eingesetzt. An die Erbschaft war die Bedingung geknüpft, dass Wilhelm Albrecht seinen Namen und sein Wappen mit denen der Hüchtenbrucks vereinte, was dieser 1706 tat.
Die Freiherren von Quadt gehörten zu den einflussreichsten preußischen Vertretern im Rheinland. Wilhelm Albrechts Nachfolger Karl Wilhelm wurde 1786 in den Grafenstand erhoben und 1765 zum Erbmarschall des Herzogtums Kleve ernannt. Anlässlich seiner Ernennung hielt er sich in Berlin auf, und es wird vermutet, dass Wilhelm Albrecht während dieses Aufenthaltes die wertvollen Gartroper Chinatapeten in Auftrag gab.
1805 starb auch der letzte männliche von Quadt aus. Die Schwester des letzten Besitzers, Gräfin Constanze Hermine Elisabeth von Quadt und Hüchtenbruck, erbte das Schloss. Durch ihre Heirat kam es im Jahr 1805 an den niederländischen Oberst und Freiherrn von Nagell. Er war mit der auf Haus Wohnung ansässigen Familie von Nagel verwandt, schrieb sich zur Unterscheidung von ihr aber mit einem Doppel-L.
Bis 1993 blieb Schloss Gartrop im Besitz der von Nagells. In jenem Jahr verkaufte Egbert Freiherr von Nagell das Schloss an den Essener Unternehmer Dieter Thumulla. Nach dem Konkurs des Eigentümers wurde ab 1998 lange Zeit nach einem Kaufinteressierten gesucht, bis der geborene Essener Peter Blumrath die teilweise verfallene und einsturzgefährdete Schlossanlage im November 2004 ersteigerte. Seit dem 1. Januar 2015 gehört das Schloss der Kölner Unternehmerfamilie Schäfer.

### Baugeschichte

#### Die Anfänge
Es ist möglich, dass sich das Gartroper Anwesen aus einer Motte entwickelt hat, doch mit Ausnahme einer mottenartigen Burgwüstung in der Nähe des heutigen Schlossgebäudes als Indiz gibt es bisher keinen Beweis für diese Theorie.
Das erste nachweisbare Gebäude am heutigen Ort stammte von 1375. Bausubstanz dieses ersten Burghauses der Herren von Gardapen findet sich heute noch im Nordflügel des Schlosses. Auch die Außenmauer des Südflügels ist wohl noch mittelalterlichen Ursprungs. Im 16. Jahrhundert wurde das Gebäude durch Anbau eines West- und eines Südflügels zu einer Winkelburg erweitert, deren vierte Seite durch eine Mauer mit Torbau abgeschlossen war.

#### Neubau im Stil des Barocks
Nachdem der Bau während des Dreißigjährigen Kriegs durch ein Feuer stark beschädigt worden war, begannen unter Albert Gisbert von Hüchtenbruck ab 1653 Planungen für einen Schlossneubau an gleicher Stelle im Stil des Barocks. Albert Gisbert beauftragte dazu niederländische Architekten, der Beginn der Bauarbeiten verzögerte sich aber bis zum Herbst 1665. Nachdem der Bauherr im gleichen Jahr verstorben war, führte sein Sohn Gisbert Wilhelm das Vorhaben weiter fort, aber auch er erlebte das Ende des Neu- und Umbaus nicht mehr, denn er verstarb 1673. Erst unter Gisberts Bruder kamen die Arbeiten 1675 zu einem Ende.
Das neue Schloss war dabei auf alten Grundmauern und über den Kellergewölben des Vorgängerbaus unter Einbezug einiger Mauerreste als Vierflügelanlage neu errichtet worden. Das Erdgeschoss diente mit einer großzügigen Raumfolge aus Salons und einem großen Saal als Beletage. Das Obergeschoss beherbergte Privaträume, die mehrheitlich eine schlichte, weiße Balkendecke mit farbigen Kanten besaßen. Die Decken wurden gegen Ende des 17. Jahrhunderts allerdings mit „standesgemäßen“ Stuckprofilen ausgestattet. Im Zuge der Neugestaltung erhielt der westliche Teil des Innenhofs eine überdachte Treppe, und die Wirtschaftsräume wurden in das Kellergeschoss verlegt. Die Schlossküche fand einen neuen Platz im Erdgeschoss des Südwest-Flügels. Gemäß dem barocken Geschmack wurden außerdem sämtliche Fenster auf eine einheitliche Größe gebracht und regelmäßig in der Außenfassade angeordnet.
Bereits 1641 hatten die Herren von Hüchtenbruck eine reformierte Patronatsgemeinde gestiftet, deren Gottesdienste zunächst in einem Raum des Schlosses abgehalten wurden. Nach Bau der Schlosskapelle im Jahr 1698 wurden die Gottesdienste in dem neu errichteten Gotteshaus gehalten. Sie fanden dort regelmäßig noch bis 1990 statt.

#### Veränderungen im 19. Jahrhundert

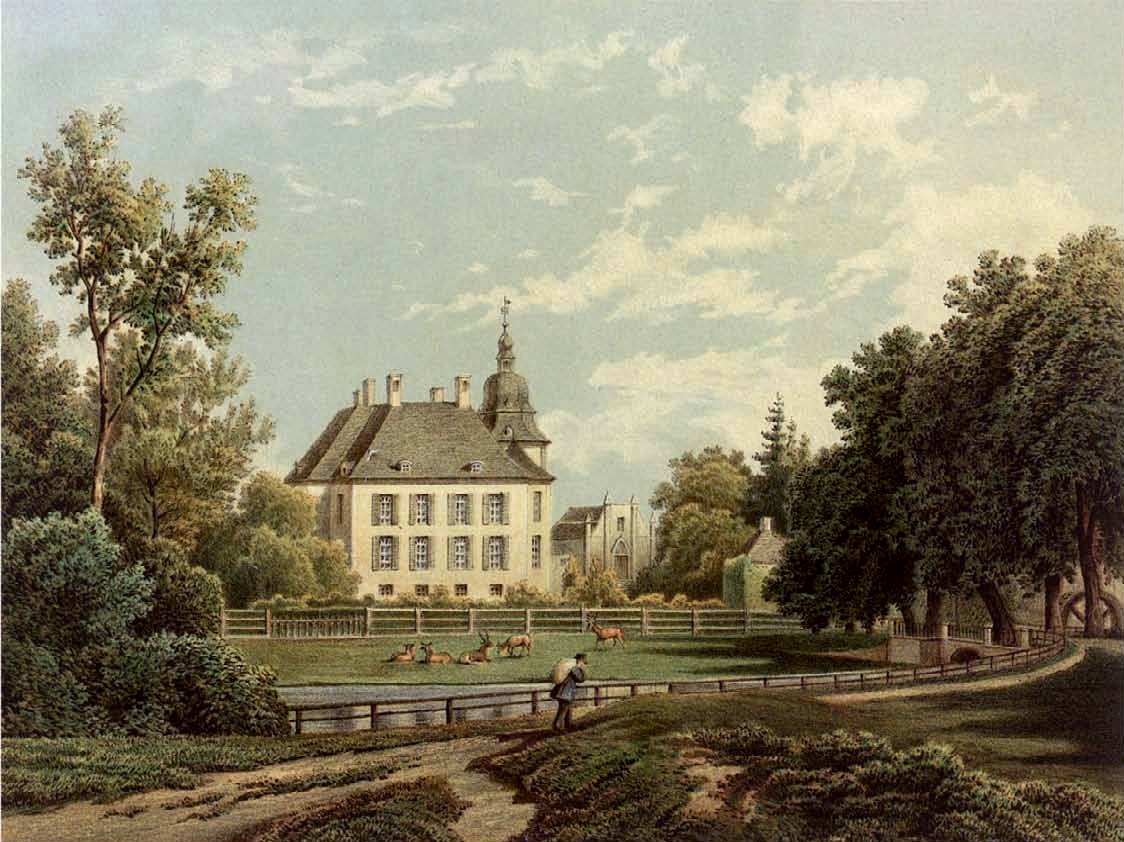
Schloss Gartrop auf einer Lithografie von 1866/67

1828 begann Freiherr Mauritz Carl von Nagell mit erneuten umfassenden Veränderungen an der Schlossanlage. Der Graben zwischen dem Herrenhaus und der östlich davon gelegenen Vorburg wurde zugeschüttet und seine Zugbrücke abgebrochen. Gleichzeitig erhielt das Portal des Herrenhauses eine Freitreppe aus Baumberger Sandstein. Nach Plänen Maximilian Friedrich Weyhes wurde im gleichen Jahr außerdem mit der Gestaltung des heutigen Schlossparks im englischen Landschaftsstil begonnen. Weyhe bezog in seinen Entwurf bisherige Schlossgräben und die barocke Allee mit ein.
Ab 1829 erfuhr das Innere des Herrenhauses einen erneuten Umbau mitsamt einer Umstrukturierung. Dabei wurden Personaltreppen und -gänge eingebaut sowie Bäder und Toiletten installiert. Personal- und Gästezimmer wurden ins Dachgeschoss verlegt, und die meisten Decken des Obergeschosses erhielten eine Abhängung mit Stuckdecken im Stil des Biedermeiers, ebenso wie die Fenster vergrößert wurden. Nachdem die Vorburg 1836 mit Ausnahme des damaligen Nordflügels (heute Südflügel) abgerissen und durch Seitenflügel in nördlicher Richtung ergänzt worden war, folgte noch im gleichen Jahr ein Umbau der Schlosskapelle in neugotischer Form. Die Fassadengestaltung folgte dabei Entwürfen des Kreisbaumeisters W. Damen.
Ende des 19. Jahrhunderts erhielt auch der östliche Teil des Herrenhaus-Innenhofs eine Überdachung: Durch eine Sichtkuppel wurde er zu einer zweigeschossigen Halle umgestaltet.

#### Restaurierungen

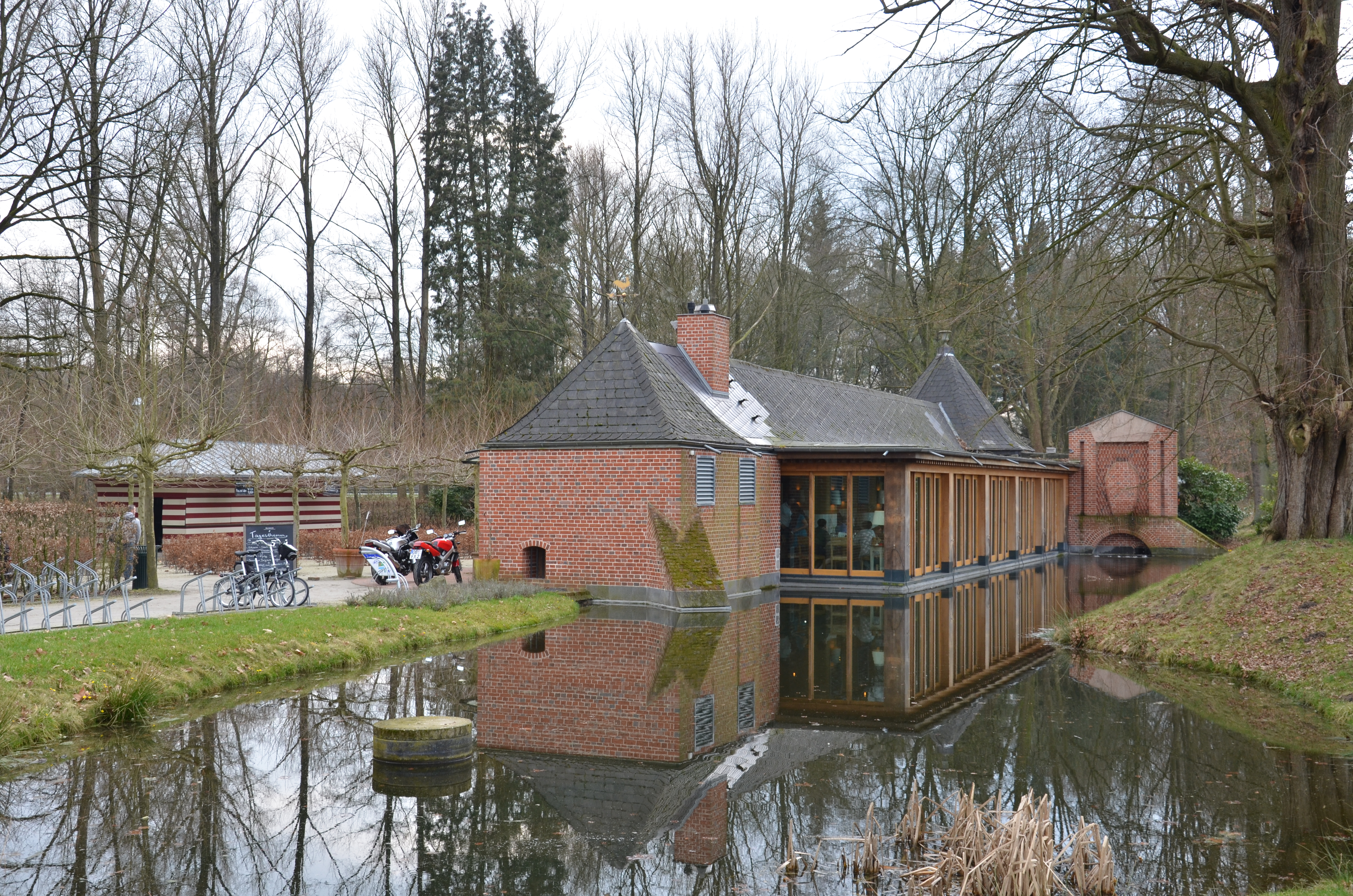
Landgasthof am Schloss

Von 1993 bis 1998 ließ der neue Schlossbesitzer Dieter Thumulla erste dringend nötige Restaurierungsarbeiten durchführen. Durch den Umbau des gotischen Kellergewölbes im 17. Jahrhundert, hatte die Statik des Gebäudes stark gelitten. Thumulla ließ die eingestürzten und gefährdeten Gewölbe ab 1994 neu aufbauen und abstützen. Außerdem wurden die maroden Wasser- und Heizungsleitungen des Schlossgebäudes erneuert. Doch das Anwesen wurde nicht bewirtschaftet, sodass der Schlosspark zusehends verwilderte. Nach 1998 verfiel das Schloss während der langen Suche nach einem Käufer immer mehr, ehe sich ab Februar 2005 wieder neue Erhaltungsmaßnahmen anschlossen.
Nachdem im Frühjahr 2005 ein Landgasthof auf dem Schlossgelände eröffnet hatte, schlossen sich die Restaurierungen von Schlosskapelle (bis Sommer 2007) und Herrenhaus (bis Herbst 2007) an. Die Kapelle steht seitdem für Gottesdienste und Hochzeiten zur Verfügung, während das vierflügelige Herrenhaus als Veranstaltungsort dienen soll. In der Vorburg wurden Hotelzimmer eingerichtet. Die Baumaßnahmen schlugen bisher mit zwölf Millionen Euro zu Buche.

## Trivia
Schloss Gartrop war 2015 Drehort für den WDR-Fernsehfilm „Wellness für Paare“.